# ويسلي كيرلي كلارك
ويسلي كيرلي كلارك (بالإنجليزية: W. C. Clark)‏ هو موسيقي أمريكي، ولد في 16 نوفمبر 1939 في أوستن في الولايات المتحدة.

## وصلات خارجية
- الموقع الرسمي
- ويسلي كيرلي كلارك على موقع ميوزك برينز (الإنجليزية)
- ويسلي كيرلي كلارك على موقع أول ميوزيك (الإنجليزية)
- ويسلي كيرلي كلارك على موقع ديسكوغز (الإنجليزية)